# Vahl-lès-Bénestroff
Vahl-lès-Bénestroff é uma comuna francesa na região administrativa de Grande Leste, no departamento de Mosela. Estende-se por uma área de 8,97 km². Em 2010 a comuna tinha 153 habitantes (densidade: 17,1 hab./km²).